# Prušnica
Prušnica je potok, ki teče skozi vas Brezovica pri Borovnici in je desni pritok potoka Borovniščica. Ta se na Ljubljanskem barju kot desni pritok izliva v Ljubljanico. Povirni krak Prušnice je Šumik, ki priteče z zahodnega roba Rakitne.